# Antonio Angelillo
Antonio Valentín Angelillo (Buenos Aires; 5 de septiembre de 1937-Siena, Italia; 7 de enero de 2018) fue un futbolista argentino nacionalizado italiano. Se desempeñaba en la posición de delantero y desarrolló la mayor parte de su carrera en el fútbol italiano.
Fue internacional tanto con la selección de Argentina (conquistando con esta la Copa América en 1957), como con la selección italiana.
En 1957 participó de la película Fantoche, protagonizada por Luis Sandrini, trabajando como él mismo.

## Trayectoria

### Como jugador

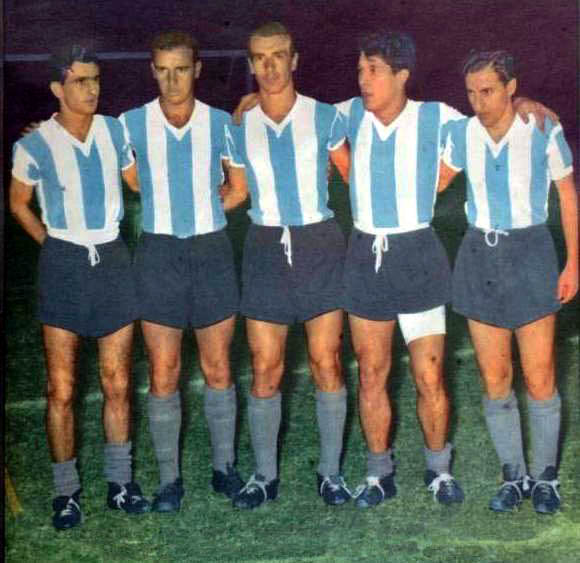
Los carasucias, en la Copa América de 1957 ganada por Argentina: Corbatta, Maschio, Angelillo, Sívori y Cruz.

Arrancó su carrera profesional en Arsenal de Llavallol en 1952. Luego fue fichado por Racing Club en 1955, y luego fue traspasado a Boca Juniors en 1956.
En 1957, Angelillo fue contratado por el Inter de Milán italiano, a través de su presidente Angelo Moratti. Hizo su estreno en la Serie A el 8 de septiembre de 1957, en un partido que terminó empatado a cero contra el Torino F. C.. En esa primera temporada marcó 16 goles.
De 1957 a 1961, jugó 127 partidos con los nerazzurri, marcando 77 goles. En Serie A, participó en 113 partidos, marcando 68 goles por el Inter, siendo también en varios partidos el capitán del equipo.
En torneos oficiales, Angelillo jugó 11 partidos y anotó 11 goles para la selección de Argentina. Ganó el Campeonato Sudamericano de 1957, anotando 8 goles y conformando la famosa delantera llamada «los carasucias» con Omar Sívori y Humberto Maschio, (en referencia a la película Ángeles con caras sucias). Después del torneo, los tres cracks fueron vendidos a diferentes equipos italianos.
Durante la temporada 1958-59 de la Serie A, Angelillo anotó 33 goles en 33 partidos, terminando la temporada como el Capo Canonieri del torneo. La cantidad de goles que marcó fue el más alto desde los 34 goles de Gunnar Nordahl en la temporada 1950-51, que sigue siendo el récord de goles en una sola temporada para 18 equipos; Ningún jugador había marcado tantos goles en una sola temporada de la Serie A hasta que Gonzalo Higuaín marcó 36 goles durante la temporada 2015-16; hasta entonces, el único jugador desde que Angelillo rompió la barrera de los 30 goles era Luca Toni, que marcó 31 goles durante la temporada 2005-06 de la Serie A.
Con 38 goles anotados en todas las competiciones, alcanzados durante la temporada 1950-51, Angelillo ostenta el récord del club de más goles en una sola temporada, junto a Giuseppe Meazza.
Aunque Angelillo siempre fue el máximo goleador del Inter mientras jugaba allí, no logró ganar ningún título con los nerazzurri. Tras la llegada como entrenador del español Helenio Herrera, la naturaleza independiente, el carácter rebelde y el estilo de vida fuera de la cancha de Angelillo llevaron a varios desencuentros entre ambos. Como resultado, Angelillo fue vendido a la A. S. Roma durante la temporada 1961-1962 por 270 millones de liras, a pesar de las ofertas hechas por su exclub Boca Juniors.

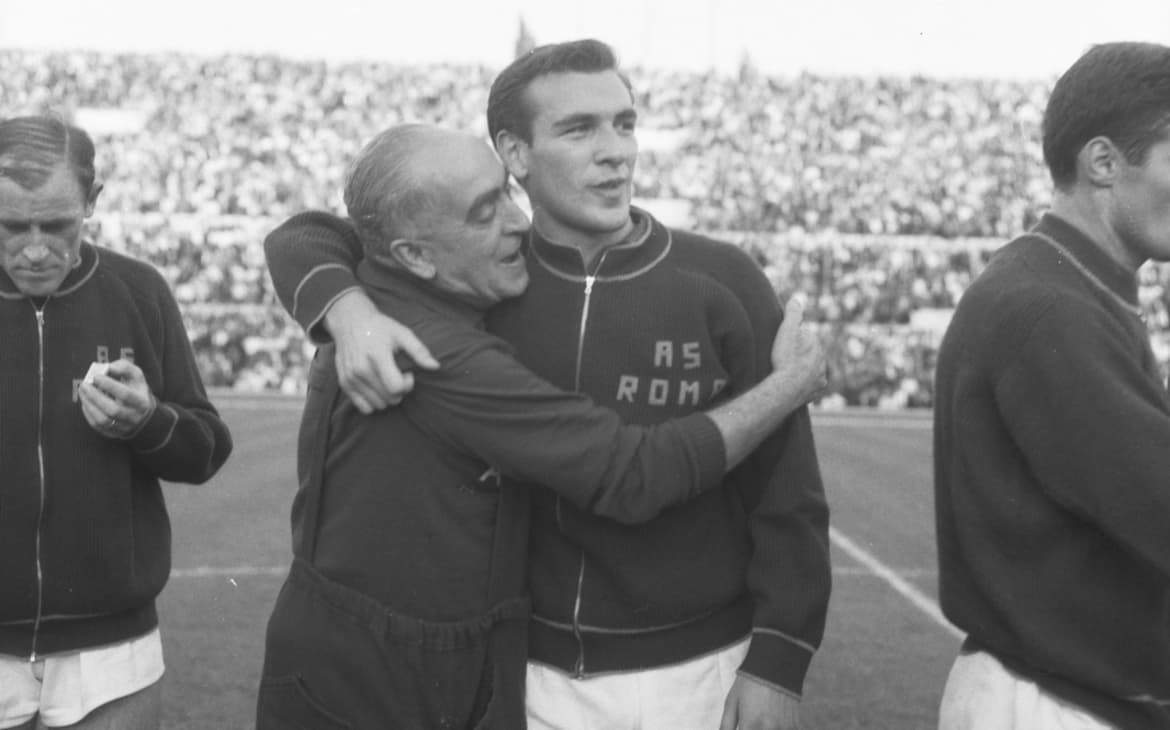
Angelillo con la camiseta de la Roma.

De 1961 a 1965, Angelillo tuvo 4 positivas temporadas con la Roma, jugando 106 partidos en la Serie A, anotando 27 goles, ganando la Copa de Ferias 1960-61 y la Copa Italia 1963-64 con el club.
En 1965, haciendo caso omiso a una cláusula contractual insertada por el Inter en su transferencia, que no permitía a Angelillo ser traspasado por Roma a Juventus de Turín, A. C. F. Fiorentina o A. C. Milan, este último llega a un acuerdo con el jugador, teniendo una temporada mediocre, además de una difícil relación con la afición milanista, que lo miraba con recelo por su pasado como icono del Inter. Marcó un gol en 11 partidos.
Al año siguiente, en busca de minutos, fichó por el recientemente ascendido Calcio Lecco 1912, donde jugó 12 partidos y marcó un gol, no logrando impedir el descenso del equipo a la Serie B al final de la temporada.
Queriendo volver al fútbol de Serie A, Angelillo llega a firmar con el SSC Napoles pensando en reformar la gran dupla con Sivori, más debido a una lesión de este, y pocos minutos vistos en una gira a Latinoamérica, hacen que se deshaga el contrato, por lo que regresa al AC Milán, en un rol como suplente. En el torneo 1967-68 formó parte del equipo que ganó el Scudetto, participando en 3 partidos, marcando un gol, más no vio minutos en la campaña victoriosa de la Recopa de Europa 1967-68. 
En 1968, en búsqueda de más minutos de juego, firma por el Genoa de la Serie B, donde jugó 22 partidos y marcó 5 goles.
Su siguiente y último equipo fue Angelana, que lo fichó en 1969 para ser jugador-entrenador, antes de retirarse del fútbol profesional en 1971.

#### Selección nacional
En torneos oficiales, Angelillo jugó 11 partidos y marcó 11 goles para la selección argentina. Debutó durante 1956, pero es durante el Campeonato Sudamericano 1957 en que Angelillo logra su mejor rendimiento con la selección que logra el título, marcando en todos los partidos,
Junto a sus compañeros de selección Omar Sívori y Humberto Maschio, fueron traspasados a Italia, lo que los privó de ser nominados a la selección Argentina que competiría en el Mundial 1958, que terminó eliminada en primera fase, eliminación conocida como el Desastre de Suecia.
Después de 2 temporadas en Italia, y aprovechando que su abuelo era italiano, Angelillo adquirió la nacionalidad de dicho país y jugó dos veces para la selección italiana, anotando 1 gol.

### Como entrenador
Luego de su retiro, y tras hacer la función de jugador-entrenador en el Angelana, Angelillo permaneció en Italia, haciendo una carrera de entrenador con equipos del ascenso italiano. Dirigió a Montevarchi, Chieti, Campobasso, Rimini, Brescia, Reggina y Pescara, equipo con el cual logró el ascenso durante la Serie B 1978-1979. 
En 1981, Angelillo llega al Arezzo, en ese entonces en la Serie C1. En esa misma temporada, Angelillo logra ganar la Copa de Italia de la Serie C y, sobre todo, llevó al Amaranto a la promoción a la Serie B, devolviendo el club al fútbol de Serie B, después de 7 años. En 1983-1984, Arezzo se acerca al salto en la Serie A, alcanzando la quinta posición de la Serie, quedando fuera por poco de la promoción a Serie A. Tras Arezzo, Angelillo dirige al Avellino, Palermo, Mantova, regreso a Arezzo, un aventura en Marruecos, donde dirige al FAR Rabat y la selección marroquí, antes de volver a Italia al Sassari Torres.
Tras dirigir a Provincial Osorno de Chile durante la primera rueda del torneo de Primera División de 1994, Angelillo deja los banquillos, dedicándose a ser scout del Inter en Sudamérica, donde recomendaría el fichaje de Javier Zanetti, a la postre, uno de los máximos ídolos del neroazurri.

## Vida personal
Angelillo estaba casado con Bianca, con quien tenía dos hijos. Antes de su matrimonio, mientras jugaba para el Inter durante la temporada 1960-61, tuvo un romance muy publicitado con la bailarina Ilya López, a quien conoció en un club nocturno de Milano. 
Angelillo no realizó el servicio militar obligatorio, por lo que estuvo veinte años sin poder volver a Argentina. La dictadura de Pedro Eugenio Aramburu lo declaró desertor en 1957, y Angelillo retornó a la Argentina de visita en 1977, cuando proscribió su causa. 
Tras estar hospitalizado dos días, Angelillo falleció el 5 de enero de 2018 en un hospital de la ciudad de Siena a la edad de 80 años.

## Clubes

### Como jugador
| Equipo               | País                | Temporadas          | Partidos | Goles | Promedio |
| -------------------- | ------------------- | ------------------- | -------- | ----- | -------- |
| Arsenal de Llavallol | Argentina           | 1952-1955           |          |       |          |
| Racing Club          | Argentina           | 1955                | 12       | 5     | 0.42     |
| Boca Juniors         | Argentina           | 1956-1957           | 34       | 16    | 0.47     |
| Inter Milan          | Italia              | 1957-1961           | 127      | 77    | 0.61     |
| AS Roma              | Italia              | 1961-1965           | 106      | 27    | 0.25     |
| AC Milan             | Italia              | 1965-1966           | 11       | 1     | 0.25     |
| Lecco                | Italia              | 1966-1967           | 12       | 1     | 0.09     |
| AC Milan             | Italia              | 1967-1968           | 3        | 1     | 0.33     |
| Genoa CFC            | Italia              | 1968-1969           | 22       | 5     | 0.23     |
| Angelana             | Italia              | 1969-1971           | 19       | 3     | 0.15     |
| Selección Argentina  | Argentina           | 1955-1957           | 11       | 11    | 1.00     |
| Selección Italiana   | Italia              | 1961-1962           | 2        | 1     | 0.50     |
| Total en su carrera  | Total en su carrera | Total en su carrera | 340      | 145   | 0.43     |

Fue Capocannoniere en la temporada 1958-1959 en el Inter Milan

### Como entrenador
| Club                             | País      | Año       |
| -------------------------------- | --------- | --------- |
| Angelana                         | Italia    | 1969-1971 |
| Montevarchi                      | Italia    | 1971-1972 |
| Chieti                           | Italia    | 1972-1973 |
| Campobasso                       | Italia    | 1973-1974 |
| Rímini F.C.                      | Italia    | 1974-1975 |
| Brescia                          | Italia    | 1975-1977 |
| Reggina                          | Italia    | 1977-1978 |
| Pescara                          | Italia    | 1978-1980 |
| Arezzo                           | Italia    | 1981-1984 |
| Avellino                         | Italia    | 1984-1985 |
| Palermo                          | Italia    | 1985-1986 |
| Mantova                          | Italia    | 1986-1987 |
| Arezzo                           | Italia    | 1987-1988 |
| FAR Rabat                        | Marruecos | 1988-1990 |
| Selección de fútbol de Marruecos | Marruecos | 1989-1990 |
| Torres                           | Italia    | 1990-1991 |
| Provincial Osorno                | Chile     | 1994      |

## Estadísticas
Datos actualizados al fin de la carrera deportiva.
| Racing Club Argentina |               |               |     |     |    |    |    |     |     |      |      |
| 1.ª | 1955          | 9             | 3   | -   | -  | -  | -  | 9   | 3   | 0,33 |      |
| Total club | Total club    | 9             | 3   | 0   | 0  | 0  | 0  | 9   | 3   | 0,33 |      |
| Boca Juniors Argentina |               |               |     |     |    |    |    |     |     |      |      |
| 1.ª | 1956          | 29            | 14  | -   | -  | 2  | 3  | 31  | 17  | 0,54 |      |
| 1.ª | 1957          | 5             | 2   | -   | -  | -  | -  | 5   | 2   | 0,40 |      |
| Total club | Total club    | 34            | 16  | 0   | 0  | 2  | 3  | 36  | 19  | 0,52 |      |
| Internazionale · Italia |               |               |     |     |    |    |    |     |     |      |      |
| 1.ª | 1957-58       | 34            | 16  | -   | -  | -  | -  | 34  | 16  | 0,47 |      |
| 1.ª | 1958-59       | 33            | 33  | 4   | 3  | -  | -  | 37  | 36  | 0,97 |      |
| 1.ª | 1959-60       | 31            | 11  | 2   | 1  | 2  | 0  | 35  | 12  | 0,34 |      |
| 1.ª | 1960-61       | 15            | 8   | 3   | 4  | 3  | 2  | 21  | 14  | 0,67 |      |
| Total club | Total club    | 113           | 68  | 9   | 8  | 5  | 2  | 127 | 78  | 0,61 |      |
| AS Roma · Italia |               |               |     |     |    |    |    |     |     |      |      |
| 1.ª | 1960-61       | -             | -   | -   | -  | 2  | 0  | 2   | 0   | 0,00 |      |
| 1.ª | 1961-62       | 24            | 10  | 2   | 0  | 2  | 0  | 28  | 10  | 0,35 |      |
| 1.ª | 1962-63       | 31            | 6   | 2   | 0  | 8  | 4  | 41  | 10  | 0,24 |      |
| 1.ª | 1963-64       | 33            | 4   | 4   | 0  | 6  | 0  | 43  | 4   | 0,19 |      |
| 1.ª | 1964-65       | 18            | 7   | -   | -  | 6  | 1  | 24  | 8   | 0,33 |      |
| Total club | Total club    | 106           | 27  | 8   | 0  | 24 | 5  | 138 | 32  | 0,23 |      |
| AC Milan · Italia |               |               |     |     |    |    |    |     |     |      |      |
| 1.ª | 1965-66       | 11            | 1   | 1   | 0  | 9  | 2  | 21  | 3   | 0,14 |      |
| 1.ª | 1967-68       | 3             | 1   | 6   | 0  | -  | -  | 9   | 1   | 0,11 |      |
| Total club | Total club    | 14            | 2   | 7   | 0  | 9  | 2  | 30  | 4   | 0,13 |      |
| Calcio Lecco 1912 · Italia |               |               |     |     |    |    |    |     |     |      |      |
| 1.ª | 1966-67       | 22            | 1   | 3   | 0  | -  | -  | 25  | 1   | 0,04 |      |
| Total club | Total club    | 22            | 1   | 3   | 0  | 0  | 0  | 25  | 1   | 0,04 |      |
| Genoa · Italia |               |               |     |     |    |    |    |     |     |      |      |
| 2.ª | 1968-69       | 21            | 4   | 3   | 0  | -  | -  | 24  | 4   | 0,19 |      |
| Total club | Total club    | 21            | 4   | 3   | 0  | 0  | 0  | 24  | 4   | 0,16 |      |
| Total carrera | Total carrera | Total carrera | 319 | 121 | 30 | 8  | 40 | 12  | 389 | 141  | 0,36 |
| (1) Incluye datos de la Copa Italia. (2) Incluye datos de la Copa del Atlántico, Copa de Ferias. (3) No incluye goles en partidos amistosos. |               |               |     |     |    |    |    |     |     |      |      |

### Selección nacional
| Selección | Año   | Amistoso | Amistoso | Copa América | Copa América | Total | Total |
| Selección | Año   | PJ       | G        | PJ           | G            | PJ    | G     |
| --------- | ----- | -------- | -------- | ------------ | ------------ | ----- | ----- |
| Argentina | 1956  | 4        | 2        | -            | -            | 4     | 2     |
| Argentina | 1957  | 3        | 2        | 6            | 8            | 9     | 10    |
| Argentina | Total | 7        | 4        | 6            | 8            | 13    | 12    |

| Selección       | Año   | Amistoso | Amistoso | Eliminatorias | Eliminatorias | Total | Total |
| Selección       | Año   | PJ       | G        | PJ            | G             | PJ    | G     |
| --------------- | ----- | -------- | -------- | ------------- | ------------- | ----- | ----- |
| Italia · Italia | 1960  | 1        | 0        | -             | -             | 1     | 0     |
| Italia · Italia | 1961  | -        | -        | 1             | 1             | 1     | 1     |
| Total           | Total | 1        | 0        | 1             | 1             | 2     | 1     |

## Palmarés

### Como jugador

#### Campeonatos nacionales
| Campeonato  | Club      | País   | Año  |
| ----------- | --------- | ------ | ---- |
| Copa Italia | A.S. Roma | Italia | 1964 |
| Serie A     | AC Milan  | Italia | 1968 |

#### Campeonatos internacionales
| Campeonato     | Club (*)            | Sede final | Año  |
| -------------- | ------------------- | ---------- | ---- |
| Copa América   | Selección Argentina | Perú       | 1957 |
| Copa de Ferias | A.S. Roma           | Roma       | 1961 |

(*) Incluyendo la selección

### Como entrenador

#### Campeonatos nacionales
| Campeonato          | Club     | País   | Año     |
| ------------------- | -------- | ------ | ------- |
| Prima Categoria     | Angelana | Italia | 1970-71 |
| Copa Italia Serie C | Arezzo   | Italia | 1980-81 |
| Serie C1            | Arezzo   | Italia | 1981-82 |

### Distinciones individuales
| Distinción                | Año  |
| ------------------------- | ---- |
| Capocannoniere (33 goles) | 1959 |

## Filmografía

### Cine
| 1957 | Fantoche | Él Mismo |